# Wirbelwäscher
Ein Wirbelwäscher ist ein Apparat zum Stoffaustausch zwischen strömenden Gasen und Flüssigkeiten. Sie werden insbesondere zur Abscheidung von Stäuben und gasförmigen Schadstoffen aus Abgasen eingesetzt.

## Funktionsweise
In einem Wirbelwäscher wird das strömende staubhaltige Gas auf oder über eine Waschflüssigkeitsoberfläche geleitet. Bedingt durch strömungsbeeinflussende Einbauten im Wäscher wird dabei ein Teil der Flüssigkeit mitgerissen und zu kleinen Tropfen zerstäubt. Der Wirbelwäscher nutzt auf diese Weise die kinetische Energie des zu reinigenden Gases. An der Phasengrenzfläche zwischen Tropfen und Gas findet ein Stoffaustausch statt. Zusätzlich werden aufgrund von Zentrifugalkräften Partikel in das Wasser gedrückt. Ein Tropfenabscheider am Ausgang der Gasstrecke verhindert den Austrag von Waschflüssigkeit. 
Die Strömungsgeschwindigkeiten in der Kontaktzone von Wirbelstromwäschern bewegen sich in der Regel zwischen 8 m/s und 40 m/s. Der Druckverlust kann in Abhängigkeit vom Wasserstand im Wäscher über 1500 Pa betragen, nach anderen Angaben sogar bis zu 2800 Pa. Ein Vorteil des Wirbelwäschers liegt im Fehlen wartungsintensiver Düsen und beweglicher Teile. Nachteile sind eine eventuelle Schaumbildung und die Empfindlichkeit des Verfahrens bei Schwankungen im Volumenstrom.

## Einsatzgebiete
In Glashütten werden Wirbelwäscher häufig eingesetzt, um gleichzeitig Staub und Schadgase abzuscheiden. In Müllverbrennungsanlagen sind sie zur Entstaubung vorgesehen. Bei raumlufttechnischen Anwendungen dienen Wirbelwäscher hingegen ausschließlich zur Gasabscheidung.
Wirbelwäscher können auch zur oxidierenden Gaswäsche eingesetzt werden.